# منتخب جزر سليمان لسباعيات الرغبي
منتخب جزر سليمان لسباعيات الرغبي (بالإنجليزية: Solomon Islands national rugby sevens team)‏ هو ممثل جزر سليمان الرسمي في المنافسات الدولية في سباعيات الرغبي .